# Жилина, Татьяна Васильевна
Татьяна Васильевна Жилина (1911, Область Войска Донского — 28 марта 1974, Новочеркасск, Ростовская область) — колхозница, Герой Социалистического Труда (1949).

## Биография
Родилась в 1911 года в крестьянской семье. В 30-е годы XX столетия году вступила в колхоз «Реконструктор» Аксайского района Ростовской области. Первоначально работала рядовой колхозницей, позднее была назначена звеньевой виноградарского звена.
За свой доблестный труд в колхозе «Реконструктор» была удостоена в 1949 году звания Героя Социалистического Труда.
Последние годы жила в Новочеркасске.
Скончалась 28 марта 1974 года.

## Награды
- Герой Социалистического Труда — указом Президиума Верховного Совета СССР от 5 октября 1949 года;
- Орден Ленина (1949);